# 交響曲第90番 (ハイドン)
交響曲第90番 ハ長調 Hob. I:90 は、フランツ・ヨーゼフ・ハイドンが1788年に完成させた交響曲。

## 概要
本作から第92番『オックスフォード』までの3曲は、パリとマルセイユの間の郵便事業を独占していたフランスのドーニ伯爵（Comte d'Ogny）からの依頼で作曲された（そのため、この3曲は『ドーニ交響曲』とも呼ばれており、全6曲ある『パリ交響曲』の実質的な依頼者もドーニ伯爵である）。
しかし、ハイドンは1788年1月16日に、エッティンゲン＝ヴァラーシュタインのクラフト・エルンスト公から「誰も所有していない新作の交響曲を3曲手に入れたい」といわれ、翌年に同じく本作から第92番までの3曲の楽譜をエルンスト公に売り渡してしまった。「誰も所有していない新作の交響曲を」と言われながら、ハイドンが何故このような二重販売を行なったのかは未だに不明である。
また現在では呼ばれないものの、古くは『R字』（Letter R）の愛称で呼ばれることもあったが、これは第88番『V字』などと同様に、ハイドンの生前にロンドンのフォースター社からハイドンの交響曲選集の第2集（全23曲）を出版した際に、各曲に「A」から「W」までのアルファベット一文字からなる整理用の番号が印刷されていたのが愛称としてそのまま残ったものである。

## 楽器編成
フルート1、オーボエ2、ファゴット2、ホルン2、トランペット2、ティンパニ、弦五部。

## 構成
全4楽章、演奏時間は約25分。この曲にもハイドンのユーモアが組み込まれており、特に第4楽章には偽終止が何度も挟まれ、一種の「冗談音楽」のような性格を持っている。この仕掛けはセッション録音による音源ではなかなかわかりにくいが、ライヴ録音による音源では、曲が終わったと勘違いした観客による拍手入りの音源も残されている。
- 第1楽章 アダージョ - アレグロ・アッサイ
ハ長調、4分の3拍子、ソナタ形式。
アダージョの序奏と、アレグロ・アッサイの主部からなる。ハイドンが好んで使用した装飾音を持つ進行は、第1主題でそのまま使用している。

- 第2楽章 アンダンテ
ヘ長調、4分の2拍子、変奏曲形式。
ハイドンは緩徐楽章において変奏曲を置くことを好んでいたが、この楽章では短調（ヘ短調）の変奏を一般的なものより一つ前に置いている。

- 第3楽章 メヌエット - トリオ
ハ長調、4分の3拍子。
テンポの指定は無く、トリオはメヌエットと関連する。フランス趣味に合うような優雅さと洗礼さを併せ持つ。

- 第4楽章 アレグロ・アッサイ
ハ長調、4分の2拍子、自由なソナタ形式。
ソナタ形式ではあるが第1主題を重視したものであり、単一主題のソナタ形式となっている。結尾に入る直前に4小節の偽休止があるが、これは導入とハ長調から変ニ長調への転調のためにあるものである。